# 蒙茹瓦堡
蒙茹瓦堡（法語：Montjoie-le-Château，法語發音：[mɔ̃ʒwa lə ʃato]）是法国杜省的一个市镇，属于蒙贝利亚尔区。

## 地理
蒙茹瓦堡（47°21'0"N, 6°54'7"E）面积5.39 平方千米，位于法国勃艮第-弗朗什-孔泰大區杜省，该省份为法国东部内陆省份，北起上索恩省，西接汝拉省，东部及东南部与瑞士接壤，东北部与贝尔福地区省接壤。
与蒙茹瓦堡接壤的市镇（或旧市镇、城区）包括：上阿茹瓦、沙姆索勒、库尔特方丹、苏尔斯塞尔奈、沃夫雷、维拉尔莱布拉蒙。

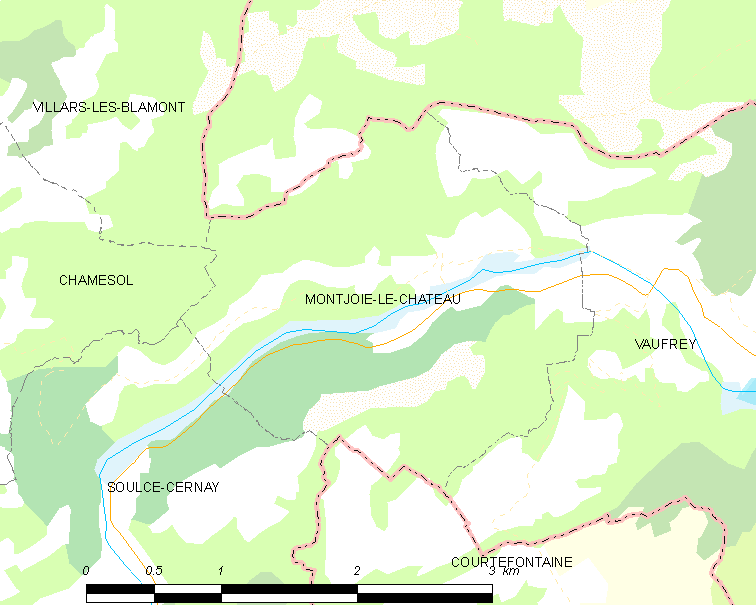
蒙茹瓦堡的OSM定位图

蒙茹瓦堡的时区为UTC+01:00、UTC+02:00（夏令时）。

## 行政
蒙茹瓦堡的邮政编码为25190，INSEE市镇编码为25402。

## 政治
蒙茹瓦堡所属的省级选区为迈什县。

## 人口

1962-2008年间蒙茹瓦堡人口变化图示

蒙茹瓦堡于2022年1月1日时的人口数量为22人。